# Fiesta de San Juan
La Fiesta de San Juan, también llamada la Víspera de San Juan o la Noche de San Juan, es la celebración que tiene lugar anualmente en la víspera de la festividad cristiana del nacimiento de san Juan el Bautista el día 24 de junio.
Algunos vinculan la festividad, o algunas de sus celebraciones, a ritos de origen pagano previos o ajenos al cristianismo (Litha), reminiscencia de sacrificios humanos. En los países europeos la realización de hogueras suele ser un elemento habitual.
Se celebra en muchos lugares de Europa, aunque está especialmente arraigada en las áreas periféricas: Dinamarca, España, Estonia, Finlandia, Inglaterra, Irlanda, Portugal, Noruega y Suecia. En Sudamérica (donde se acerca al solsticio de invierno) es festejada especialmente en el nordeste de Argentina, Brasil, Bolivia, Colombia, Cuba, Chile, Ecuador, Paraguay, Perú, Puerto Rico y Venezuela, donde la noche de San Juan está así mismo relacionada con antiquísimas tradiciones y leyendas españolas como la leyenda de la Encantada.

## Significado religioso
Esta celebración de san Juan el Bautista se da debido a que es el santo que está junto al niño Jesús y el único del que se celebra el nacimiento. En la historia sagrada, san Juan el Bautista es el primo de Jesús, que anuncia el nacimiento del Mesías y por eso se le considera su precursor. No es casualidad que su fiesta se celebre justo seis meses antes de la Natividad de Jesús. En varios lugares, para honrar al santo se construyen altares en las casas privadas que se pueden visitar durante la noche del 23 al 24 de junio. También son frecuentes las fiestas populares nocturnas en la noche del 23, acompañadas de muchos repiques de  tambor y bebidas espirituosas con las que se le da inicio a la festividad, y son tradición, probablemente precristiana, las hogueras. En la mañana del día 24, el santo es sacado del lugar donde estuvo guardado durante un año y es llevado sobre la cabeza o en los hombros de quien es nombrado su guardián que en este caso es el dueño del lugar donde estuvo resguardado, es un recorrido que se hace por todo el pueblo o comunidad donde realizan la celebración hasta llegar a la iglesia donde culminan con la celebración de una misa y el fabuloso repique de los tambores. Los fieles esperan al caer la noche para realizar algunos rituales que le dan protagonismo al día, uno de ellos es cortarse el cabello para que crezca  fortalecido, otro es colocar un huevo en un vaso de  agua y de esa manera tener conocimiento de su futuro, también se dice que ese día el agua adquiere propiedades beneficiosas, las plantas cualidades milagrosas y curativas, así como otras ceremonias que son realizadas por los creyentes con mucha fe, luego se deja el santo en la iglesia y el pueblo se dedica a celebrar toda la noche bajo el toque de tambores.
La fiesta cristiana de San Juan es el 24 de junio, seis meses antes de la víspera del nacimiento de Jesús, que se situaba el 25 de diciembre (según el calendario romano, ambas fiestas se sitúan en el octavo día antes de las calendas de enero y julio, respectivamente). Estos seis meses son la diferencia que los evangelios indican entre uno y otro nacimiento. No obstante, tres días de diferencia de ambas fechas con ambos solsticios hace que no sea razonable asignar esta fiesta al solsticio (aunque es cierto que en el III siglo el 25 de diciembre, octava ante calendas de enero, se celebraba la fiesta romana del Sol Invicto) así que los estudiosos se inclinan por el hecho de que el 25 de diciembre, nacimiento de Jesús, se asocia también con la celebración judía de la Hanukkah o dedicación del Templo (Jesús era el nuevo Templo para los cristianos); pero existen también otras teorías, según las cuales la muerte de Jesús se habría producido el mismo día de su concepción y esta fecha, que también coincidía con la de la creación del mundo, se situaba el 25 de marzo; por tanto el nacimiento, nueve meses más tarde, habría tenido lugar el 25 de diciembre. Según este razonamiento, la colocación de la fiesta de San Juan no estaría directamente relacionada con las celebraciones paganas del solsticio de verano, aunque de alguna forma sirviese también para reconducirlas al universo de referencia cristiano.

## Vinculación con el solsticio de verano
La llegada del solsticio de verano se celebra en toda la geografía española con ritos y tradiciones ancestrales. Algunos piensan que San Juan es la noche más corta del año (en el hemisferio norte) o la más larga (en el sur), aunque en realidad esto suele ocurrir el día 21 de junio, por lo que en muchas localidades se celebran fiestas que duran hasta el amanecer y en las que el fuego y las hogueras tienen un papel especial. La noche de San Juan ha adquirido la magia de las antiguas fiestas paganas que se organizaban con el solsticio de verano.
El origen de esta costumbre se asocia con las celebraciones en las que se festejaba la llegada del solsticio de verano, el 21 de junio en el hemisferio norte, cuyo rito principal consiste en encender una hoguera. La finalidad de este rito era "dar más fuerza al sol", que a partir de esos días iba haciéndose más "débil" ―los días se van haciendo más cortos hasta el solsticio de invierno. Simbólicamente, el fuego también tiene una función "purificadora" en las personas que lo contemplaban.
En muchos lugares no cabe duda de que las celebraciones actuales tienen una conexión directa con las celebraciones de la antigüedad ligadas al solsticio de verano, influidas por ritos precristianos o simplemente vinculados a los ciclos de la naturaleza. Sin embargo, en otros lugares (por ejemplo, España y Portugal) la existencia de una vinculación entre las celebraciones del solsticio de verano (en el hemisferio norte) que tiene lugar el 20-21 de junio y las celebraciones del día de San Juan (el 24 de junio) varían en función de las fechas, la discontinuidad en la celebración, las tradiciones y costumbres o la ruptura con el pasado precristiano que supuso el largo período de dominación musulmana en la península ibérica, que haría imposible cualquier vinculación con cultos paganos de una festividad vinculada al cristianismo (pero en realidad los musulmanes no intervinieron directamente sobre las costumbres religiosas del pueblo cristiano, como testimonia la conservación del culto mozárabe en Toledo). Pese a ello, se observan elementos comunes, como la realización de hogueras en las calles y plazas de las poblaciones donde se reúnen familiares y amigos.
La vinculación de los ritos ligados al solsticio de verano con otra celebración popular y bastante extendida del mes de junio, las «verbenas de San Pedro» (el 29 de junio, día que el santoral cristiano otorga al primer papa), resulta aún menos clara.

### Disputa sobre la fecha
En aquellos lugares donde la celebración se liga a la fiesta de San Juan (24 de junio) y no a la efeméride astronómica del solsticio de verano (21-22 de junio) existe una disputa sobre cuál es la auténtica "noche de San Juan".
Si bien cabe entender que a partir de las 0:00 horas ya se trata del 'día de San Juan' y, por tanto (al ser de noche en las zonas lejanas al círculo polar ártico) esas primeras horas puedan más de lo habitual es entender que la noche de un determinado día no se refiere a las primeras horas del mismo, sino a las últimas, una vez que ya se ha puesto el Sol. Ello además se refuerza con el uso tradicional del concepto de "noche" donde la "noche del lunes" es la que va del lunes al martes y no la del domingo al lunes. Esta diferente interpretación da lugar a que en algunas regiones (p.ej. Almería, La Coruña o Barcelona) las celebraciones tengan lugar la noche del 23 al 24 de junio mientras que otras la noche del 24 al 25 (ej. Hogueras de Alicante). Por otro lado, no es extraño que en algunas partes la celebración se extienda a las dos noches en función del espíritu festivo de cada sitio.

## Celebración

### España

#### Andalucía
En Málaga lo más común es hacer hogueras en las playas, se tiran fuegos artificiales y montan verbenas durante parte de la noche.
En Isla Cristina y otros puntos del litoral onubense se celebra esta fiesta con el nombre menos común de hogueras de San Juan.
En Almería el día posterior a la noche de San Juan es festivo local, y al igual que en Málaga, consiste en una fiesta muy popular que se celebra con moragas, estufas y hogueras en la playa durante toda la noche. Se ha convertido también en tradición bañarse en la playa o por lo menos mojarse la cara, los ojos, los pies y las manos cuando dan las doce de la noche, esperando levantarse más bellos al día siguiente. Además en Málaga se queman muñecos de trapo llamados júas.
La fiesta del Agua y del Jamón (que se celebra el 24 de junio) constituye la principal de Lanjarón (Granada) y se realiza todos los años el fin de semana más próximo al 24 de junio y dura unos 5 o 6 días, dependiendo de las actividades planificadas. Los eventos centrales, sin embargo, son dos: la llamada Carrera del Agua y La Pública.
La Carrera del Agua se realiza en la medianoche de San Juan, desde las 0 horas hasta la 1 y es cuando todos los habitantes y visitantes del pueblo recorren kilómetro y medio de sus calles mojándose con lo que encuentren: cubos, mangueras, pistolas de agua, etc., además del agua que les llueve desde los balcones y tejados arrojada por los vecinos que no participan en la carrera en sí.
En Motril y Salobreña se encienden hogueras en la playa y se permite acampar, se piden 3 deseos escritos en papel al fuego y se tiran 3 cosas negativas al mar para que la marea se las lleve. Las mujeres se lavan la cara con agua del mar y pétalos de rosa por la mañana para estar más hermosas el resto del año.
En Algeciras, es tradición desde hace años acudir a las playas el 23 de junio antes de media noche, donde los vecinos llevan e instalan a los muñecos de trapo tradicionales llamados juanillos en las playas de El Rinconcillo y Getares, que arden al llegar la media noche de ese día con deseos secretos escondidos en su interior, recibiendo así el día de San Juan, con abundantes hogueras en el litoral de la Bahía de Algeciras. El ambiente en las playas es agradable, con reuniones de amigos en la arena y familiar a través de los paseos marítimos, llegando a ser festejado con numerosos fuegos artificiales en una noche llena de magia, deseos y hogueras.
También en La Línea de la Concepción son habitual los "Juanillos". En concreto en las playas de San Bernardo, el Castillo y Atunara, donde son miles de vecinos los que acuden a ver las candelas y donde muchos atrevidos llegan incluso a darse un baño nocturno.
En Conil de la Frontera , a la actividad que consiste en la quema del “Juan y de Juana”, también son conocidos como los Juanillos, muñecos de trapo que representan a un hombre y una mujer, que son colocados en una estructura creada a base de palets, madera y ramas de Pita seca. En dicha festividad se realiza un concurso entre los ciudadanos que participan en la creación y quema de estos muñecos buscando la mejor hoguera de San Juan.
Son muchas las costumbres y rituales que giran alrededor de esta festividad, y muchas son la creencias que se relacionan con esta mágica noche; entre las contables tradiciones podemos destacar la que dice que:
En el momento en el que el sol ilumine el amanecer del día 24, las aguas de fuentes y arroyos se cargan de poderes especiales para curar y brindar protección a la gente. Quien se bañe en el rocío que cae esa noche quedará protegido durante todo el año. Meterse desnudo de espaldas al mar mirando la luna permitirá que quien lo haga obrará a lo largo del año con buena suerte y ciertos prodigios. Pedir deseos al saltar por las hogueras es otra de las costumbres más emblemáticas y populares. Lanzar objetos que traen malos recuerdos o cartas con la lista de los miedos y las personas que quieres desechar de tu lado. Un ritual muy usado para obtener suerte y una conciencia equilibrada.

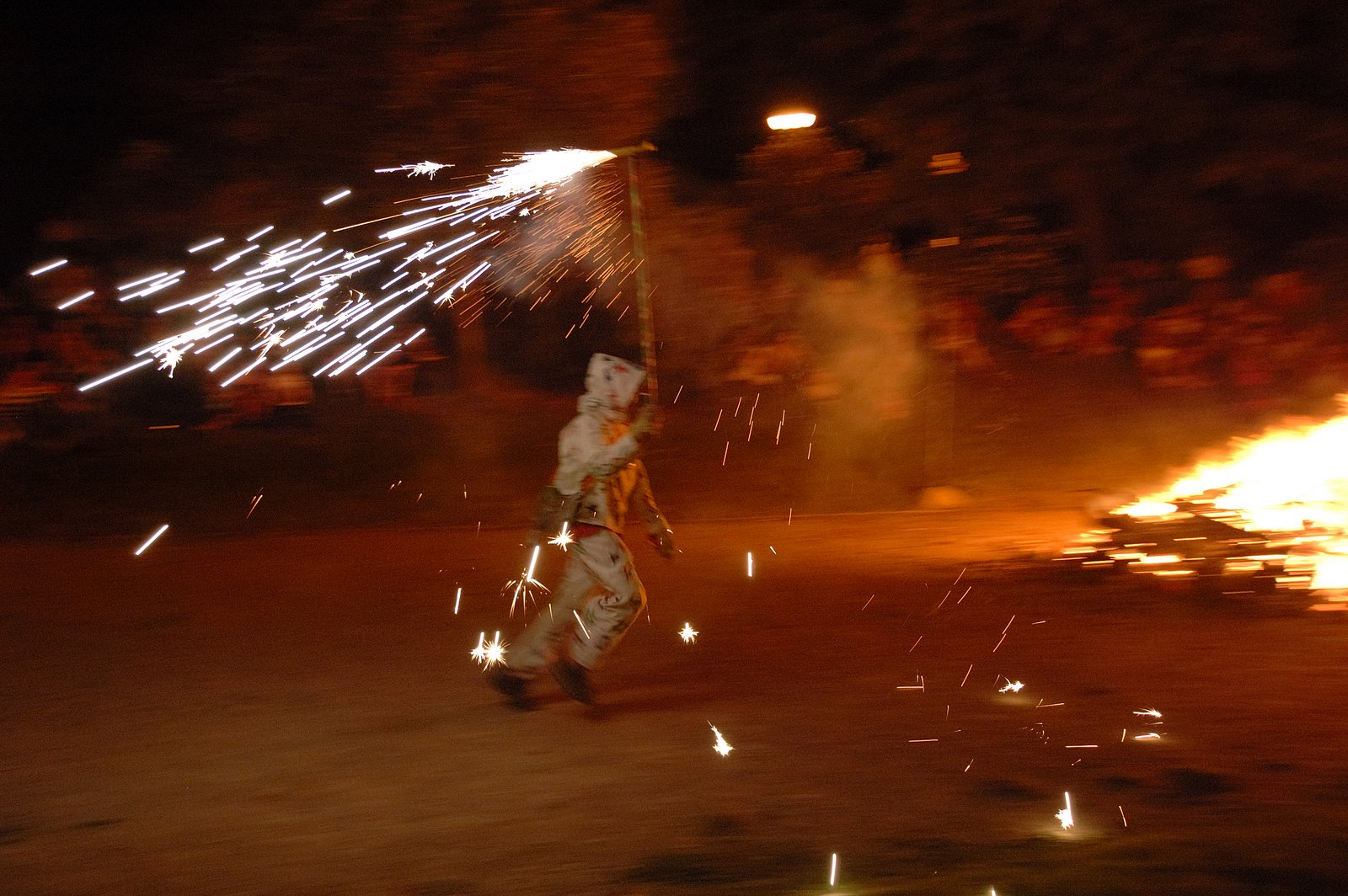
La Corrida de la Falleta de San Juan de Plan en Huesca es uno de los ejemplos de la Fiesta de San Juan en Aragón.

#### Aragón
En Aragón además de la realización de hogueras, especialmente en la zona pirenaica como en San Juan de Plan, aunque también se realizan en la provincia de Zaragoza y la población de Cretas de Teruel.
También se realizan baños a la luz de la luna en ríos y lagos llamado "sanjuanadas" en gran parte de la provincia de Huesca.

#### Asturias

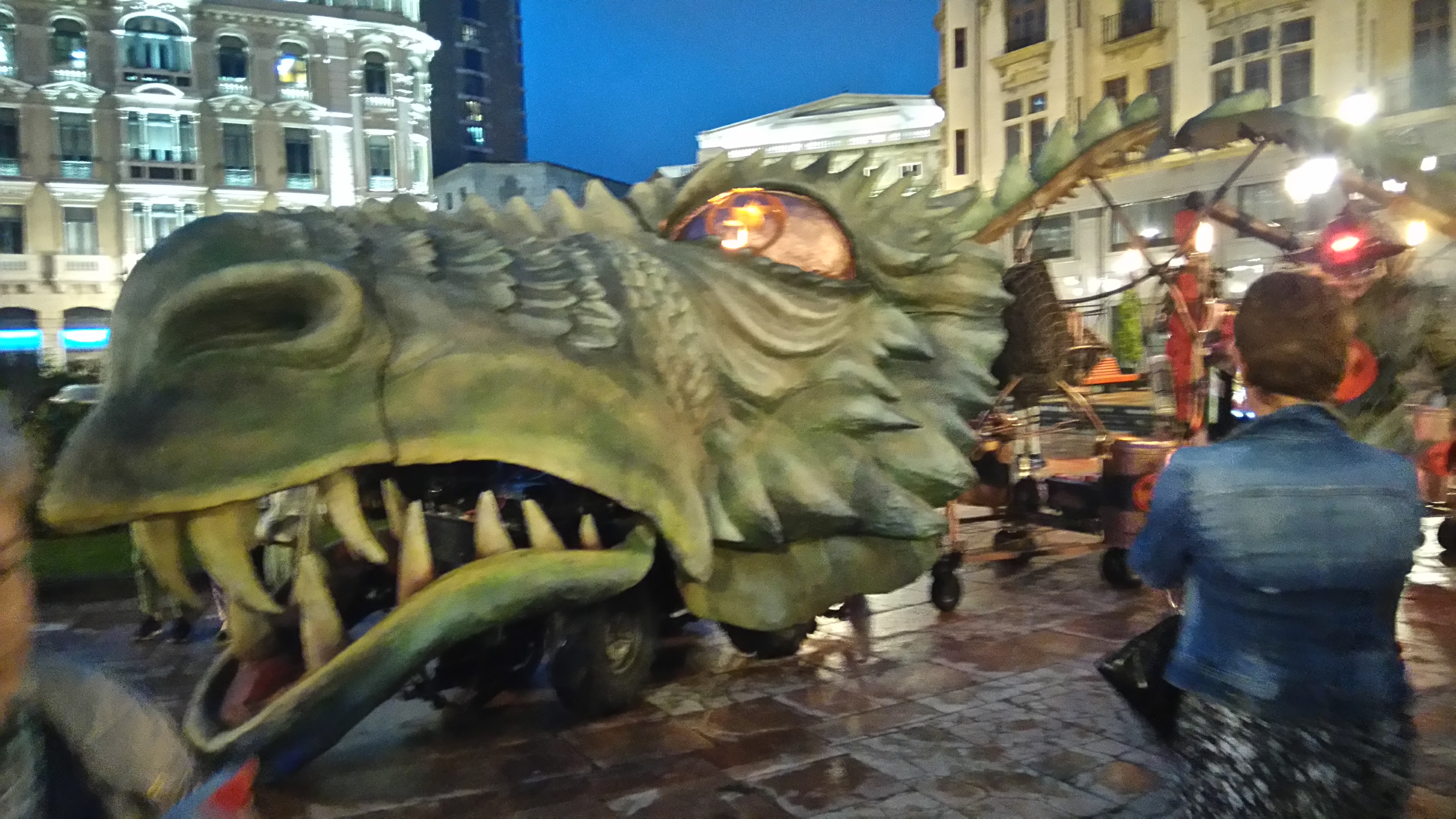
Cuélebre mecánico en las fiestas de San Juan de Oviedo de 2016.

En Asturias, la hoguera más famosa es la de Mieres, que arde en la Plaza del Ayuntamiento de dicha ciudad, junto con la Danza Prima que se canta y baila alrededor del fuego. También tiene cierto renombre la de Langreo, celebrada en el distrito de Sama y cuya hoguera se instala en medio del río Nalón; y la que se celebra en el municipio de Corvera que incluye la celebración de una Nueche Celta con el concierto de varios grupos de música folk. Son también muy multitudinarias las hogueras que se celebran en la playa de Poniente  y en la playa del Arbeyal (ambas en Gijón). Todas ellas están amenizadas por grupos musicales y cuentan con fuegos artificiales y las típicas "espichas" asturianas con el consumo de sidra.
En Asturias como pueblo celta, además del culto al Sol, se celebra el culto al agua. En la noche de San Juan, a las doce, la gente se baña en el agua de las fuentes, ríos o playas, con la creencia de que en esa noche, los campos, montes, ríos, arroyos y fuentes serán bendecidos y el agua les traerá salud y les protegerá de las enfermedades.
También se rinde en esta noche un especial culto a los seres de la mitología asturiana como pueden ser las xanas, trasgos o cuélebres.

#### Baleares

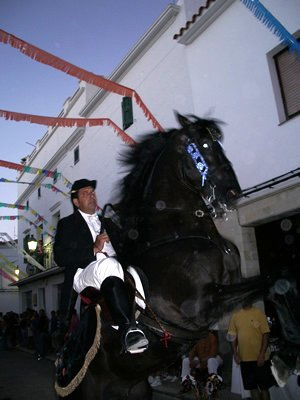
Jaleo en una de las fiestas de Menorca.

En Menorca es una tradición que se celebra desde el siglo XIV en Ciudadela y a lo largo del verano, fiestas similares en el resto de municipios, cuyo principal protagonista es el caballo. Los jinetes o caixers, vestidos de blanco y negro, van sobre sus caballos por las calles del pueblo, hasta que una vez recogidos todos y después de la misa, se celebra el tradicional jaleo (no debe confundirse con el cante y baile flamenco). En el jaleo los caixers entran en la plaza del pueblo y pasan entre la multitud demostrando sus habilidades y haciendo saltar a los caballos al ritmo de las típicas canciones de estas fiestas, especialmente una jota muy conocida en la región que se interpreta por una banda de música local. El alborotado gentío hace saltar a los équidos como símbolo de poderío y nobleza.
Una vez finalizado el tradicional jaleo del segundo día, se procede a la entrega de cañas por parte de las autoridades, y los caixers vuelven a entrar a la plaza haciendo saltar a los caballos y finalmente se despiden. Después de haber finalizado el jaleo y "ses canyes", la banda de música empieza a tocar canciones típicas de Menorca o canciones que en su tiempo fueron muy escuchadas.
La bebida que se bebe en las fiestas es el Gin amb Llimonada, en Ciudadela y la pomada en el resto de pueblos. Son casi lo mismo, pero con nombres diferentes muy respetados por los ciudadanos. Esta bebida es una mezcla de Gin de Menorca con limonada.
En Mallorca, Formentera e Ibiza se organizan hogueras en las plazas y no faltan la música y los bailes, que llenan de júbilo a los congregados. La hora mágica son las doce, el momento de sumarse al ritual de la depuración por medio del fuego. Según la tradición, ha de echarse a la hoguera algo viejo o un papel donde hayamos escrito todo lo que nos gustaría cambiar. Mientras se quema en las llamas, se dan tres saltos seguidos. También es frecuente hacerlo en las playas o calas donde se hacen hogueras y a las doce, de espaldas, se lanzan tres monedas al mar, cada moneda es un deseo.

#### Canarias
Esta festividad se celebra en todo el archipiélago la noche del 23 de junio y la madrugada del 24.
En la isla de Tenerife se celebran varias fiestas de San Juan de gran tradición: En Punta del Hidalgo, esta fiesta es denominada por los punteros como San Juanito. Antes de oscurecer, un grupo de jóvenes recoge la imagen del santo de la Iglesia del pueblo y lo traslada a hombros hasta un lugar a las orillas del mar al que llaman "el Güigo". Acompañado de rondallas lugareñas, en paseo romero, parando al ritmo de los tragos de vino, descansa esta pequeña imagen en la ermita costera. Allí se realiza la quema de hogueras mientras anochece entre parrandas y hechizos. En el Puerto de la Cruz también se festeja la noche de San Juan. La tradición consiste en la quema de las hogueras en la playa que se mezcla con el adorno de los chorros típicos del municipio (fuentes públicas) con elementos vegetales: frutas, verduras, palmas, flores. Desde hace muchos años Playa Jardín celebra en conmemoración a este día un concierto con posterior espectáculo pirotécnico. El mismo día de San Juan, la mañana del 24 de junio, se produce el denominado baño de las cabras en el Muelle pesquero de la ciudad turística del norte de Tenerife. También en esta isla, destacaba la que se celebraba en la Playa de las Teresitas en Santa Cruz de Tenerife, con gentes venidas de toda la isla.
Es una gran tradición en la isla de Gran Canaria y sobre todo en Las Palmas de Gran Canaria, pues la ciudad se fundó el día de San Juan de 1478 y suele tener actos previstos para festejarlo toda la semana. Además de las hogueras en las playas, en especial en la Playa de Las Canteras donde se congregan miles de personas siendo una de las fiesta más multitudinarias del archipiélago, barrios y pueblos, se organiza un concierto gratuito cerca del Auditorio Alfredo Kraus, al aire libre y un gran despliegue de fuegos artificiales en la Playa de las Canteras. El día de San Juan es festivo en la ciudad.

#### Cantabria
En Cantabria, aún se conservan las prácticas ancestrales típicas de esta noche mágica: Saltar sobre las hogueras, pisar las cenizas aún candentes, danzar a su alrededor, hacer pasar junto a ellas a la "cabaña", o llevar el fuego por los campos de cultivo del pueblo para purificar la cosecha.
Tradicionalmente, durante el desarrollo de esta fiesta se aprovechaba para cortejar a las "mozucas" de cada uno de los pueblos, pues existía la costumbre de “enramar”, colocar ramas de chopo o aliso de bella estampa en la ventana de aquella moza que se quería honrar, siendo interesantes las disputas entre las jóvenes por quién de ellas tenía el ramo más hermoso; además no termina ahí el ritual floral, sino que en el centro del pueblo se solía colocar un gran ramo o incluso un árbol, al estilo de la celebración de la Fiesta de la Maya (hoy en día celebrada en Pujayo, Silió o Tresviso).
Es una noche en la que cuentan las leyendas de La Montaña que aparecen los “Caballucos del Diablo”. Estas leyendas otorgan a estos personajes la facultad de aguar la fiesta a los danzantes y a quienes se reúnen alrededor del fuego. Son tres caballos alados que de manera rauda, veloz e imprevisible se deslizan por los cielos bramando terriblemente y aterrorizando a todo el que se encuentran. Sus "crines de azabache", que dice A. G. Lomas, se dibujan en el aire y se esfuman entre la niebla nocturna. Por su boca lanzan llamaradas provocando la destrucción y el caos. Solo existe una solución para evitar que caigan sobre alguien y le otorguen mal para todo el año: un trébol de cuatro hojas. Esta planta ha de buscarse afanosamente, pues hay pocas, ya que la noche anterior los caballucos han pacido todas las que han encontrado, aunque nunca pueden terminar con ellas. Si consigues el preciado amuleto podrás salir a disfrutar de la fiesta sin ningún temor, por ello los mozos buscan con esmero "la verbena" o "yerbuca de San Juan". No son pocas las gentes que aún hoy día buscan el rocío de esta madrugada para pasear descalzos sobre él y lograr salud. «Si cortas la yerbuca de San Juan te librarás de culiebra y de todo mal». En Cantabria destacan, entre otras, las Fiestas de San Juan de Los Corrales de Buelna y las de San Juan de la Canal.

#### Castilla y León
En la comunidad castellana y leonesa son importantes la Fiesta de San Juan dentro de las fiestas de San Juan y San Pedro de León, las Fiestas de San Juan o de la Madre de Dios de Soria que fueron declaradas de Interés Turístico Internacional.
En la ciudad de Burgos se celebran las fiestas de San Pedro y San Pablo, las fiestas mayores. También se encienden varias hogueras de San Juan, en la barriada San Juan Bautista.
En la provincia leonesa está muy arraigada a la leyenda de la Encantada, en León también conocida como la Xana, especialmente en las zonas de su montaña. En multitud de poblaciones de su provincia la noche rinde honor a esta y otras leyenda, como la Noche Mágica de Balboa.
En la provincia de Salamanca son fiestas populares en la comarca de "El Rebollar": Navasfrías, Robleda y El Payo celebran verbenas, encierros y capeas entre otras actividades. En Hinojosa de Duero se celebra el tradicional baile de la bandera dentro del programa de fiestas patronales. En la capital provincial se trata de una fiesta muy implantada en algunos barrios como El zurguén o prosperidad, dónde se organizan hogueras.
En la provincia de Palencia, en la localidad de Velilla del Río Carrión, enclavado en el mágico paraje de las Fuentes Tamáricas (La Reana) se celebra la noche del 23 de junio la tradicional hoguera, iniciando la quema con antiguos ritos del fuego de tradición celta. Así mismo, durante los días 23 y 24 se puede asistir al mercado tamárico.
En Zamora, se celebran las Fiestas de San Pedro con la Feria del Ajo y la Feria de la Cerámica y Alfarería Popular y diversas actividades.
En Segovia, se celebran también, las Fiestas de San Juan y San Pedro.
En la provincia de Soria, en la localidad de San Pedro Manrique, se celebra el Paso del fuego durante la medianoche. Los sanpedranos cruzan descalzos, sin quemarse, un sendero de ascuas incandescentes dispuestas a modo de alfombra.
En Valladolid tiene gran tradición la noche de San Juan, siendo su mayoría en la playa de las Moreras, donde se reúne la gente en torno a las hogueras y arrojan a ellas sus deseos anotados en un papel. La celebración se ameniza con conciertos y casetas gastronómicas.

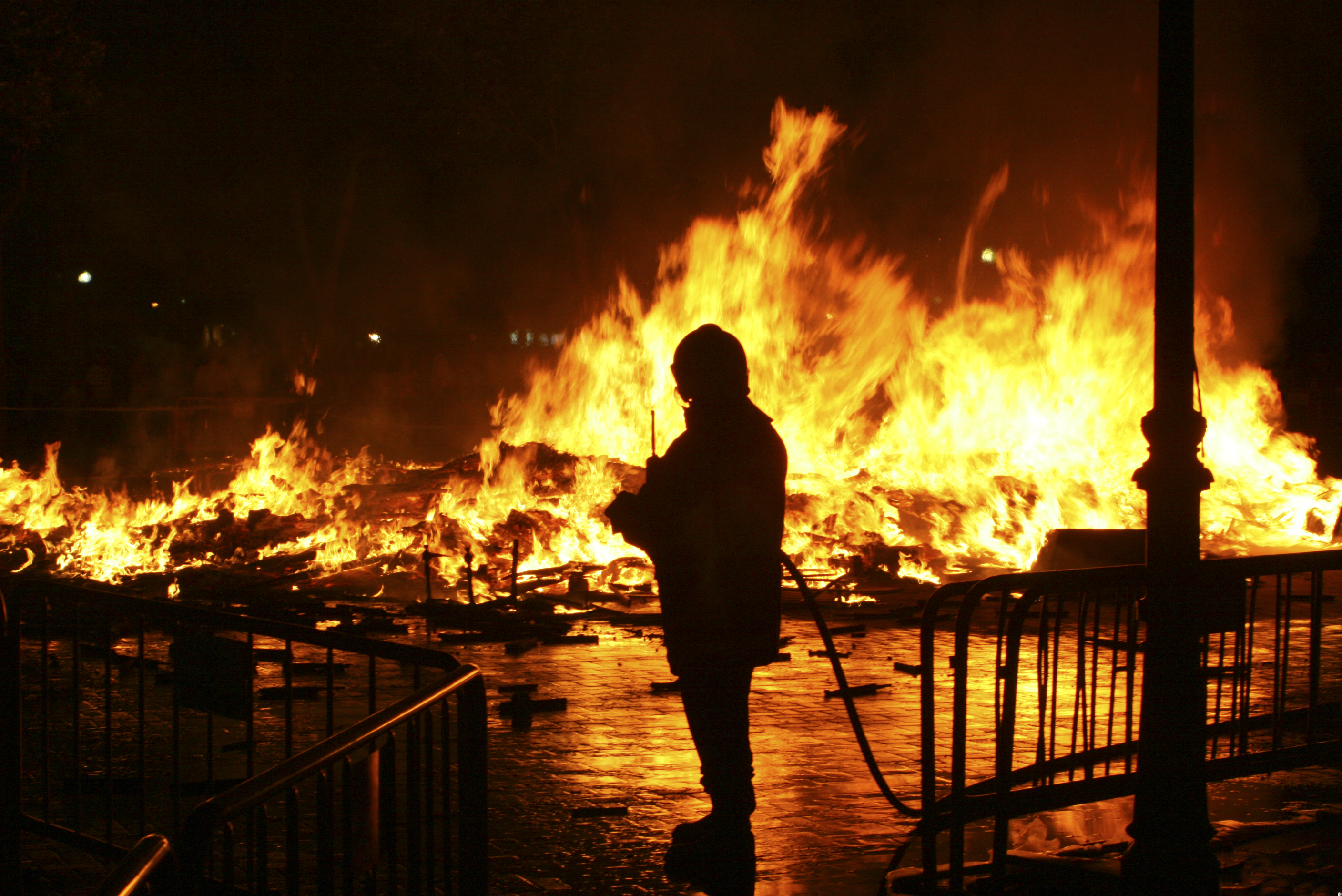
Fiesta de San Juan en Albacete.

#### Castilla-La Mancha

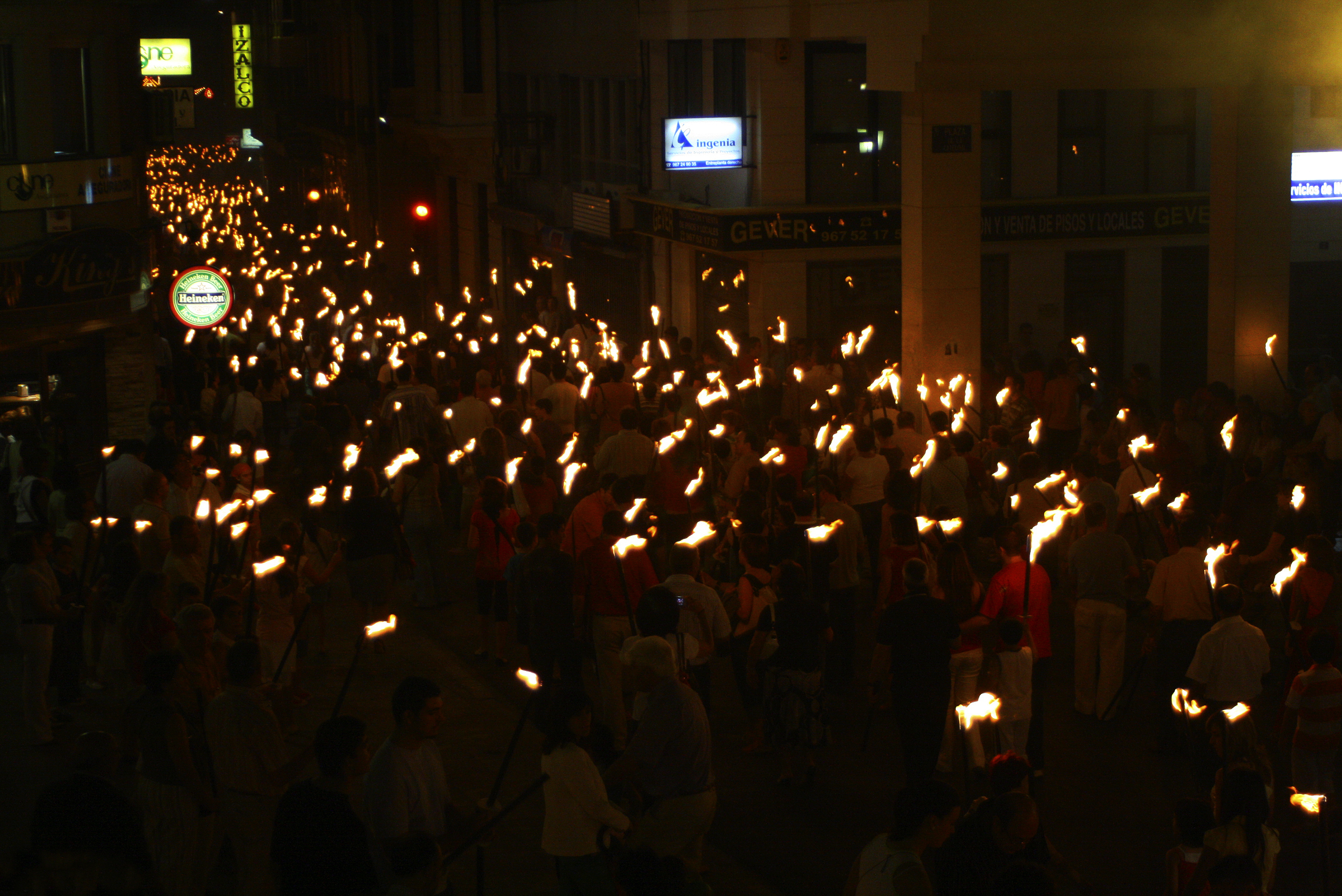
En Albacete hacia la hoguera con las antorchas.

En Albacete, los días anteriores al 24 de junio, festividad de San Juan Bautista, patrón de Albacete, se celebran las fiestas en su honor. Estas vienen acompañadas de actividades culturales, deportivas y de ocio en diversos puntos de la ciudad.
El punto culminante de las fiestas tiene lugar el 24 de junio y su víspera, la noche de San Juan (del 23 al 24 de junio). Esa noche se lleva a cabo el desfile de antorchas desde el Ayuntamiento hasta los Ejidos de la Feria, donde se prende fuego a la Hoguera de San Juan, donde se queman viejos enseres y trastos. A continuación se realiza un gran castillo de fuegos artificiales y una verbena en el Recinto Ferial.
Finalmente, el día 24 se lleva a cabo una romería en la que se traslada a San Juan desde la Catedral hasta el Parque de la Fiesta del Árbol.

#### Cataluña

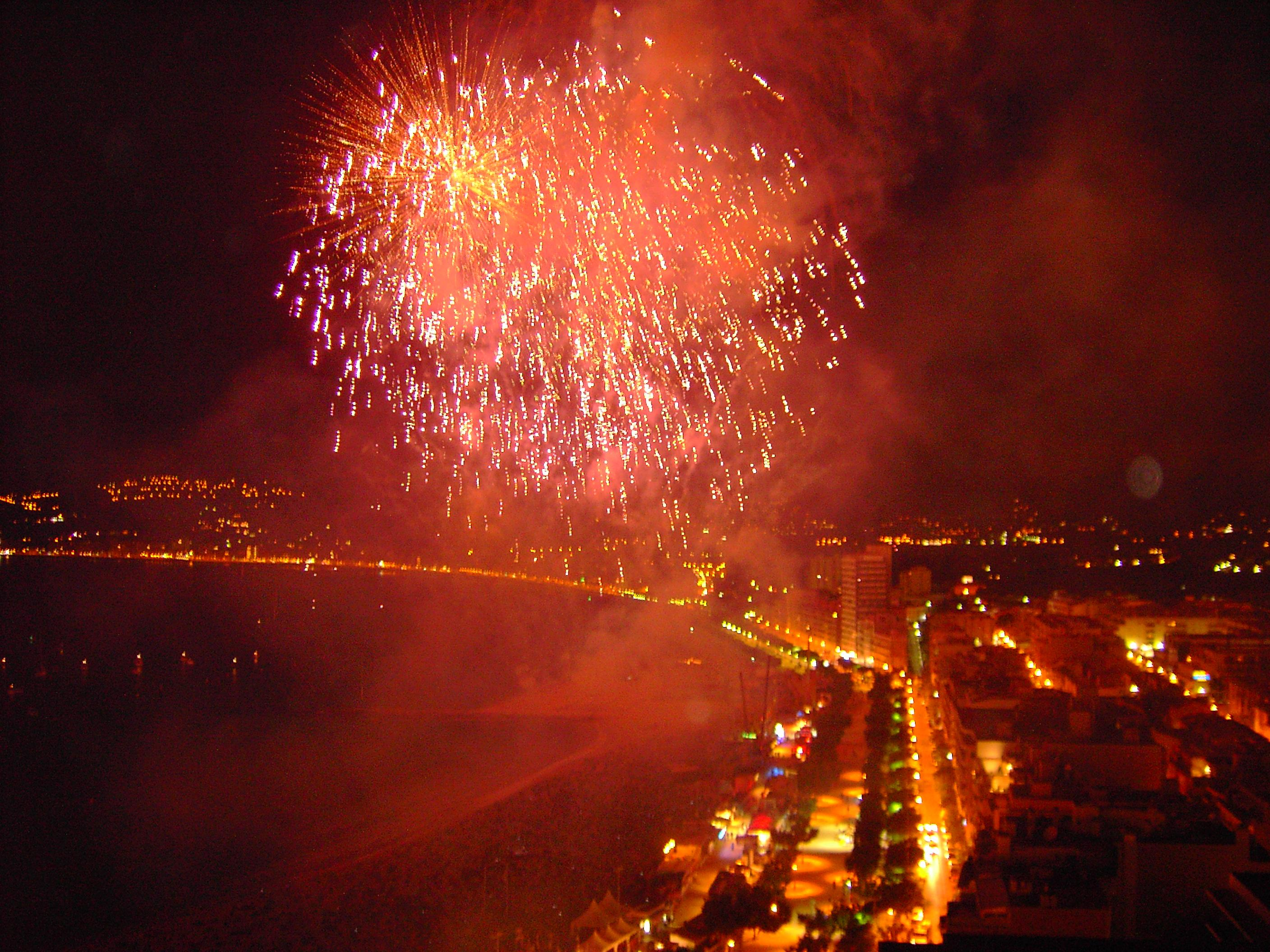
Fuegos artificiales en la playa de Palamós (Provincia de Gerona).

En Cataluña se denomina Nit de Sant Joan, Revetlla de Sant Joan, la pura de Sant Joan, la Nit del Foc, la Nit de les Bruixes o la Nit del Ros.
Destaca la flama del Canigó, que desciende hasta cientos de pueblos para encender las hogueras. Como continuación de una iniciativa comenzada en 1955 por el excursionista Francesc Pujada, desde el año 1966, varios colectivos y organizaciones distribuyen la Llama del Canigó, desde la cima de la montaña, en gran parte de Cataluña para encender las hogueras de la Noche de San Juan. La llama permanece encendida todo el año en el Castellet de Perpiñán y se renueva cada 23 de junio por la mañana en la cima del Canigó. En Barcelona, la Flama llega en la década de 1970. Por ejemplo, como en muchos otros municipios, el 23 de junio por la tarde la Llama del Canigó llega a la plaza Sant Jaume de Barcelona, donde es recibida por las autoridades municipales, el Águila de la Ciudad y los Gigantes de la Ciudad, mientras suena la canción «Montañas del Canigó». A continuación, los representantes de cada barrio cogen el fuego que encenderá las hogueras de toda la ciudad. Con el encendido de las hogueras comienzan las verbenas en las plazas y calles de los barrios barceloneses y, paralelamente, las cenas populares, espectáculos pirotécnicos, bailes y fiesta hasta la madrugada.
Las Fallas del Pirineo se celebran en Andorra y comarcas del norte de Cataluña como Pallars, Alta Ribagorza y Valle de Arán, entre otros lugares. Se queman varios tipos de fallas durante un par de semanas en poblaciones como Boí, Casós, El Pont de Suert y Vilaller. Se trata de una tradición precristiana para celebrar la llegada del verano. En 2015 esta tradición fue declarada Patrimonio cultural inmaterial de la Humanidad según la Unesco.

#### Comunidad Valenciana

##### Hogueras de Alicante

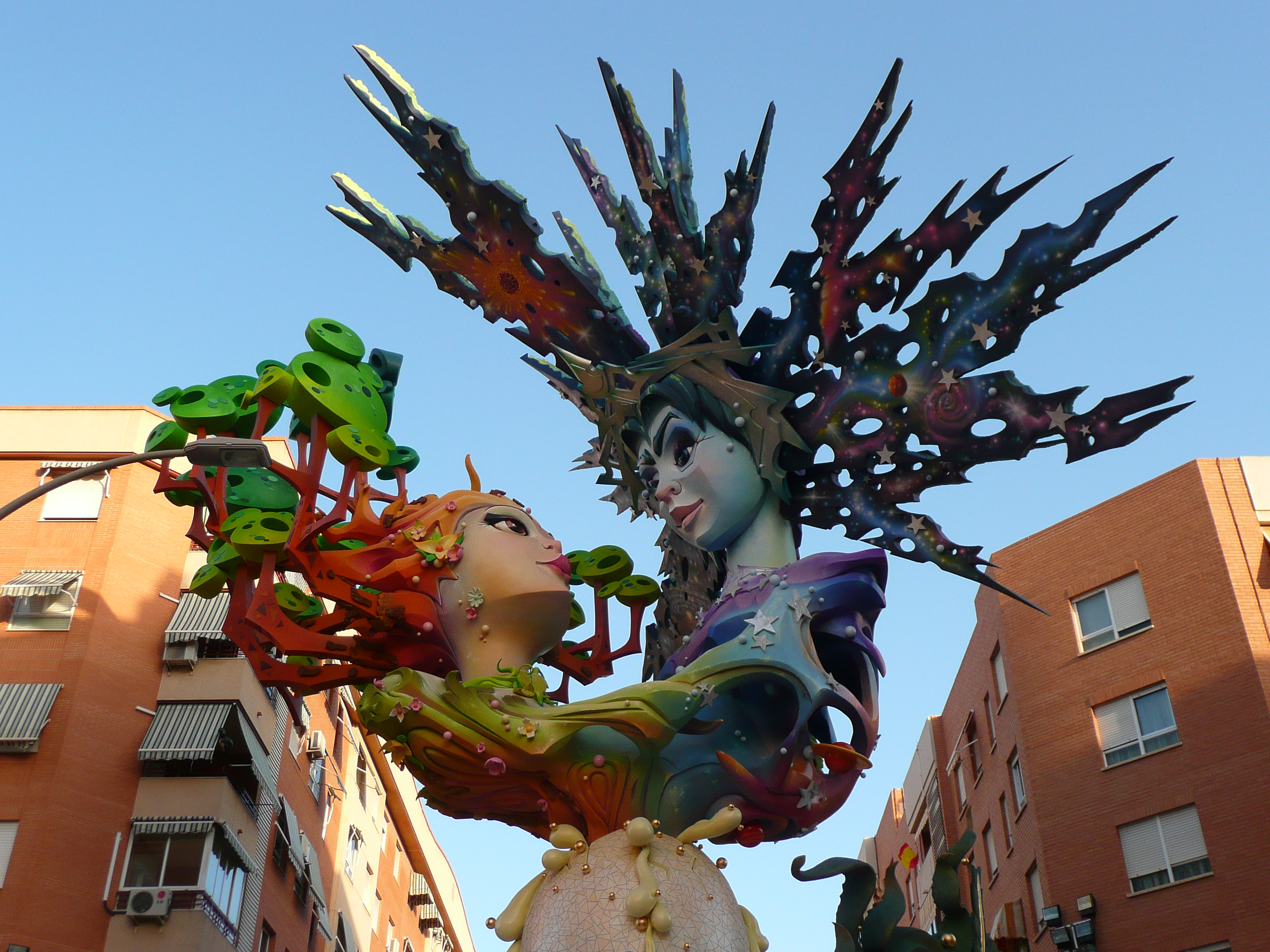
Hoguera Gran Vía La Cerámica 2008.

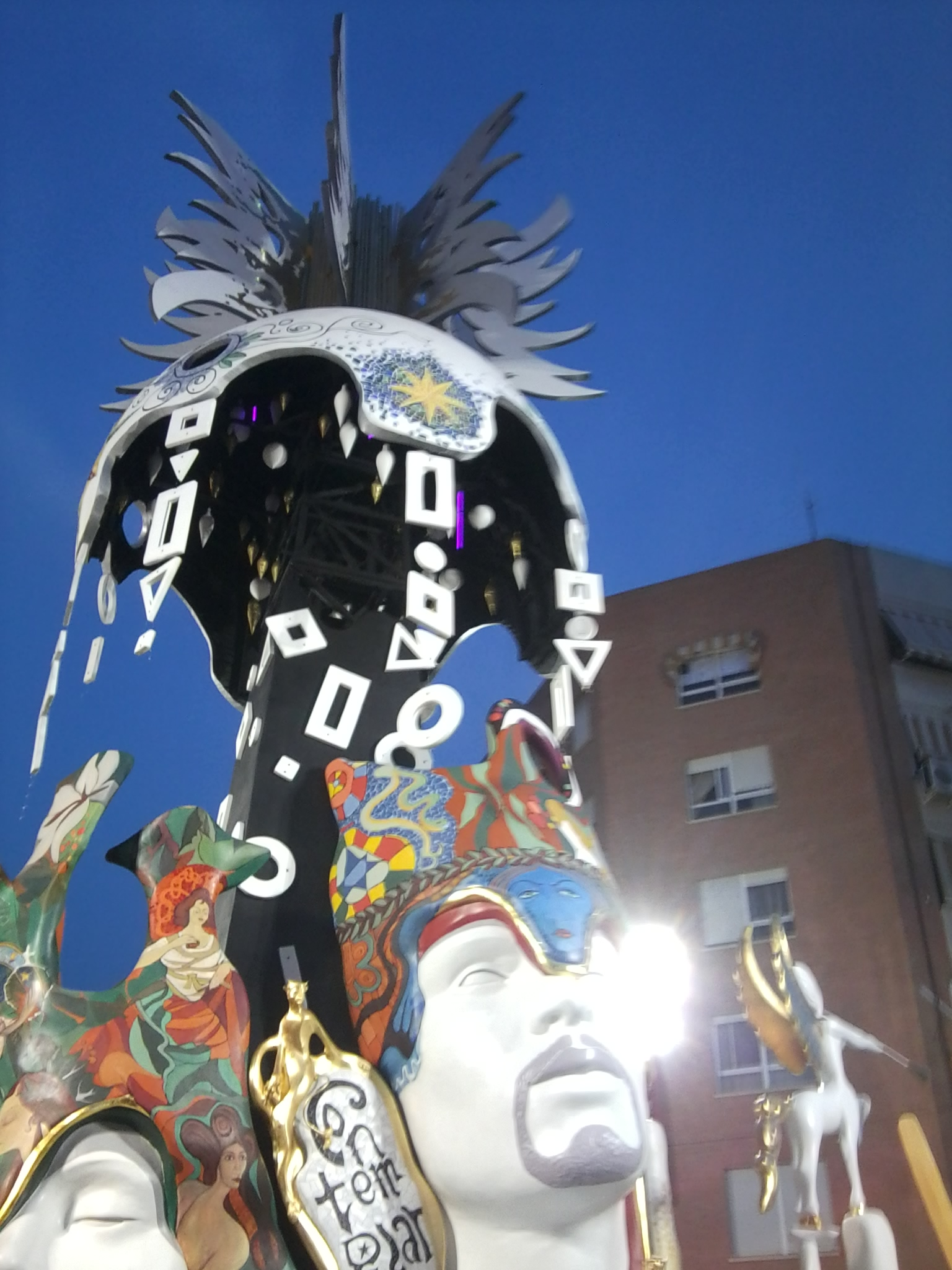
Hoguera Gran Vía la Cerámica 2011.

###### Historia

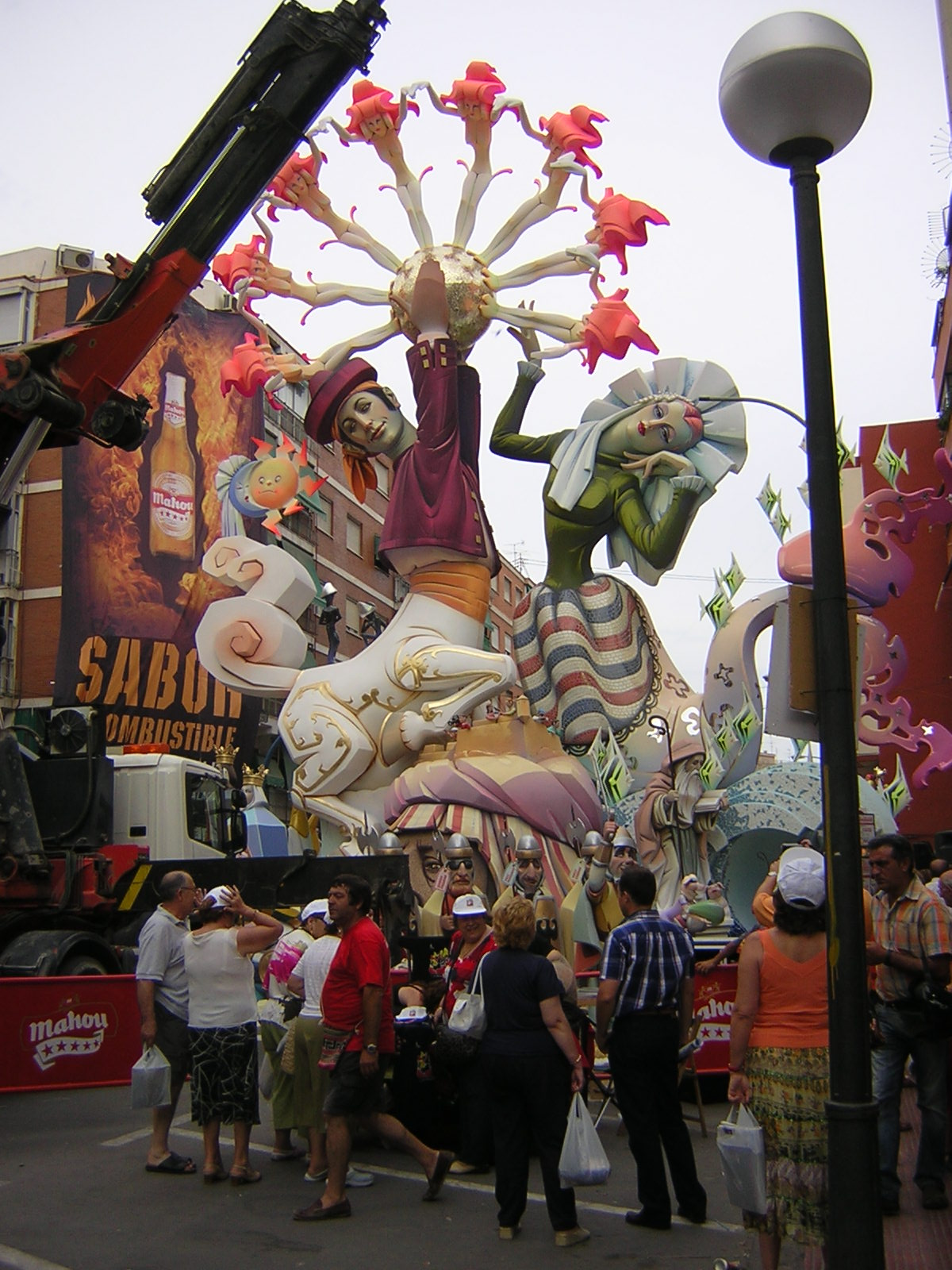
Hoguera Carolinas Altas, Alicante.

Esta fiesta se remonta a los tiempos en que los labradores alicantinos celebraban el día más largo del año para la recolección de las cosechas y la noche más corta para la destrucción de los males (nota: realmente la noche más corta del año es la que transcurre entre el 20 y el 21 de junio). Esta tradición pronto se extendió a la ciudad de Alicante, entonces, el alcalde mandó comunicar un bando en el que se decía:
"...que no se enciendan hogueras en las calles, ni menos se disparen tiros ni cohetes en la noche de San Juan y sucesivas, bajo multa de 20 a 100 reales."
Pero en 1881, un despiste del ayuntamiento, hizo que no se publicara el bando. Aprovechando esto, los vecinos de Alicante se agruparon por calles instituyendo "fiestas de calle", en los que había juegos, música y empezaron a crearse los primeros ninots que figuraban a alguna persona a la que se la criticaba. Y en 1928, se produce la primera fiesta oficial de la ciudad de Alicante, en la que destacaba la figura de José María Py, principal difusor de las Hogueras y que decía:
"Las Hogueras de Alicante son bien conocidas por su tradición desde tiempos remotos, deberíamos los alicantinos darles ese mismo carácter que se ha dado a las Fallas valencianas."
Esta idea encaminada a atraer el turismo, al igual que en Valencia, hizo que se organizara, ese mismo año, las primeras Hogueras de San Juan, permitidas por el Ayuntamiento. A partir de 1932, las comisiones crearon la máxima representación en esta fiesta; "La Belleza del Fuego" (Bellea del foc), cargo máximo sobre cada comisión. Cada comisión tiene una "Belleza" (Bellea), entre las cuales se elige la máxima representante.
Las últimas fiestas de hogueras en el período de la guerra civil española se celebraron en 1936 recuperándose en 1939 con la plantá de una sola hoguera. A partir de 1940 la fiesta volvería a despegar.

###### Celebración
Las Hogueras de San Juan son las fiestas oficiales de la ciudad de Alicante (España) y están declaradas de Interés Turístico Internacional. Sus orígenes son remotos pero es en 1928 cuando las fiestas toman sus características actuales. Su máximo impulsor fue en esa época José María Py, un gaditano que, después de vivir veinticinco años en Valencia, se traslada a Alicante e institucionaliza la fiesta al estilo de las fallas de Valencia.
Con el pregón, que tiene lugar el primer viernes de junio, comienzan los festejos. Del 14 al 20 de junio se plantan las "hogueras" que son monumentos artísticos de madera, cartón, corcho y pintura que contienen una profunda carga satírica. Cuatro días más tarde se queman después de lanzarse una monumental palmera de fuegos artificiales desde el monte Benacantil, donde se encuentra el Castillo de Santa Bárbara, y que es visible prácticamente desde cualquier punto de la ciudad. Cada Hoguera representa a una calle, zona o barrio de la ciudad.
Durante los días de fiesta hay una extensa programación de actos como desfiles, pasacalles, despertás, cabalgatas, ofrenda de flores a la patrona de Alicante, la Virgen del Remedio, corridas de toros, mascletás, actuaciones musicales, campeonatos deportivos, etc. La fiesta se vive en la calle, donde la gente puede comer y bailar en las "barracas" y "racós", y degustar la tradicional coca amb tonyina (coca con atún) y las bacores (brevas). La fiesta cuenta con su máxima representante, la Bellea del Foc, elegida entre las "Bellezas" de cada uno de los 90 distritos fogueriles.
Las Hogueras se queman en Alicante la noche del 24 de junio, la noche del día de San Juan (a diferencia de otros lugares de España donde la quema tradicional de hogueras se produce la noche del 23 de junio). Debido al calor de la fecha y del fuego, es una práctica habitual que los bomberos que controlan la evolución del fuego mojen con el agua de sus mangueras a los asistentes que lo soliciten, en lo que se conoce como banyà.
- Además de en la ciudad de Alicante, se celebra la fiesta de hogueras en otras localidades alicantinas como Torrevieja, Guardamar del Segura, Jávea, Denia, el Raval de San Juan de Elche, Benidorm o San Juan de Alicante.
- En la pedanía villenera de La Encina también se celebran unos festejos similares en honor de san Juan Bautista pero se le denominan fallas (por influencia de Valencia), aunque las reinas y damas de las fiestas visten el traje típico de alicantina.

#### Extremadura
En Coria, provincia de Cáceres, se celebran los sanjuanes, declarada Fiesta de Interés Turístico Nacional en 1976, con suelta de toros por las calles. Estas fiestas han suscitado críticas desde distintas asociaciones ecologistas.
En la comarca de Olivenza, provincia de Badajoz, se celebran en las poblaciones los denominados Mastros como en Alconchel o Cheles, Las Muñecas en la localidad de Olivenza y los Juanes o Juanitos en las localidades de Higuera de Vargas o Villanueva del Fresno. La noche de San Juan se queman estos mastros (muñecos hechos a base de paja, trapos o papel que luego se queman en la hoguera). Se remonta al culto al Sol y los muñecos sirven para quemar todo lo malo del año pasado.

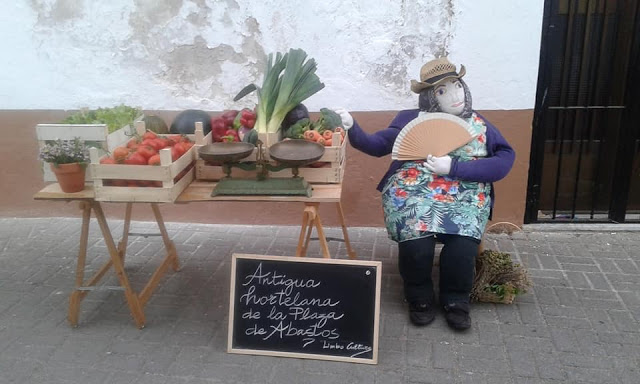
Muñeca de San Juan. Olivenza (Badajoz)

Por su parte, en Badajoz, la festividad de San Juan que supone el núcleo de la Feria de la capital provincial (Feria de San Juan de Badajoz). Es especialmente reseñable la tradicional quema de un castillo de fuegos artificiales a las orillas del río Guadiana.

#### Galicia
En Galicia por su cultura celta se rinde culto al fuego (hogueras), al agua (baños sagrados), y a las hierbas (hierbas de San Juan). En esta comunidad autónoma prevalece la festividad orientada al solsticio de verano, y las variantes relacionadas con la mitología celta.
En toda Galicia se celebra desde tiempo inmemorial la noche del solsticio de verano, establecida desde el cristianismo en la noche de San Juan con ritos ligados a la fertilidad y purificación. Toda Galicia arde en esta noche de norte a sur y de este a oeste. Se levantan "cacharelas" o "lumeiradas" (hogueras) en cada casa; cada parroquia y cada barrio. La vista desde el aire es de miles de diminutos puntos repartidos por todo el territorio.
Se dice que esa noche mágica se comunican el mundo del más allá con el del más acá, y que todo tipo de seres moran con facilidad por la tierra. Es el momento de espantar los malos espíritus: En San Juan meigas y brujas huirán (En San Xoán meigas e bruxas fuxirán).
Las hogueras se encienden llegado el día 24, es decir, pasada la media noche. Se le atribuye protección y buena suerte al hecho de saltar nueve veces una hoguera esa noche (según las poblaciones, el número varía). También nueve veces había que recibir olas en La Lanzada, para aumentar la fertilidad femenina.
Es importante mencionar las hogueras en la Isla de Arosa ya que cada año en este solsticio más de 50 hogueras se encienden en el lugar, con un ambiente festivo las preciosas playas de arena blanca se llenan de gente a la anaranjada luz del fuego. Por la noche se recogen plantas aromáticas de varias clases que se dejan en agua para lavarse en la mañana siguiente; se le atribuyen propiedades terapéuticas y limpiadoras. Hacer dibujos o manchas esa noche también tenía un carácter clarividente, y también en ese sentido, acostarse con un manojo de hierbas de San Juan hacía que al día despertarse se supiera la identidad de la futura pareja.
La comida típica de esa tarde-noche son los cachelos (patatas cocidas con su piel, que se retira luego) y las sardinas asadas. La bebida típica es la "queimada", bebida preparada con base de aguardiente con frutas y mucho azúcar que se quema en una marmita mientras se recita un hechizo durante la preparación. Otros postres típicos son las "filloas", las "orellas de frade", y las chulas. Es una fiesta extendida en todo el litoral y prácticamente toda Galicia.

##### La Coruña
En la ciudad de La Coruña, la fiesta ha logrado el mérito de ser considerada como Fiesta de Interés Turístico Internacional. La ciudad entera sale a la calle a festejar su noche más mágica, pudiendo encontrar hogueras en todos los barrios de La Coruña, siendo de especial relevancia la gran concentración de gente en las playas de Riazor y Orzán, en pleno corazón de la ciudad. Los coruñeses celebran la llegada del verano con multitud de hogueras, sardiñadas y buen ambiente en una fiesta que cada año atrae un mayor número de turistas, principalmente nacionales, que se ven atraídos por esta atmósfera festiva, por las verbenas y los fuegos artificiales que se lanzan desde la explanada de Las Esclavas.

#### Comunidad de Madrid

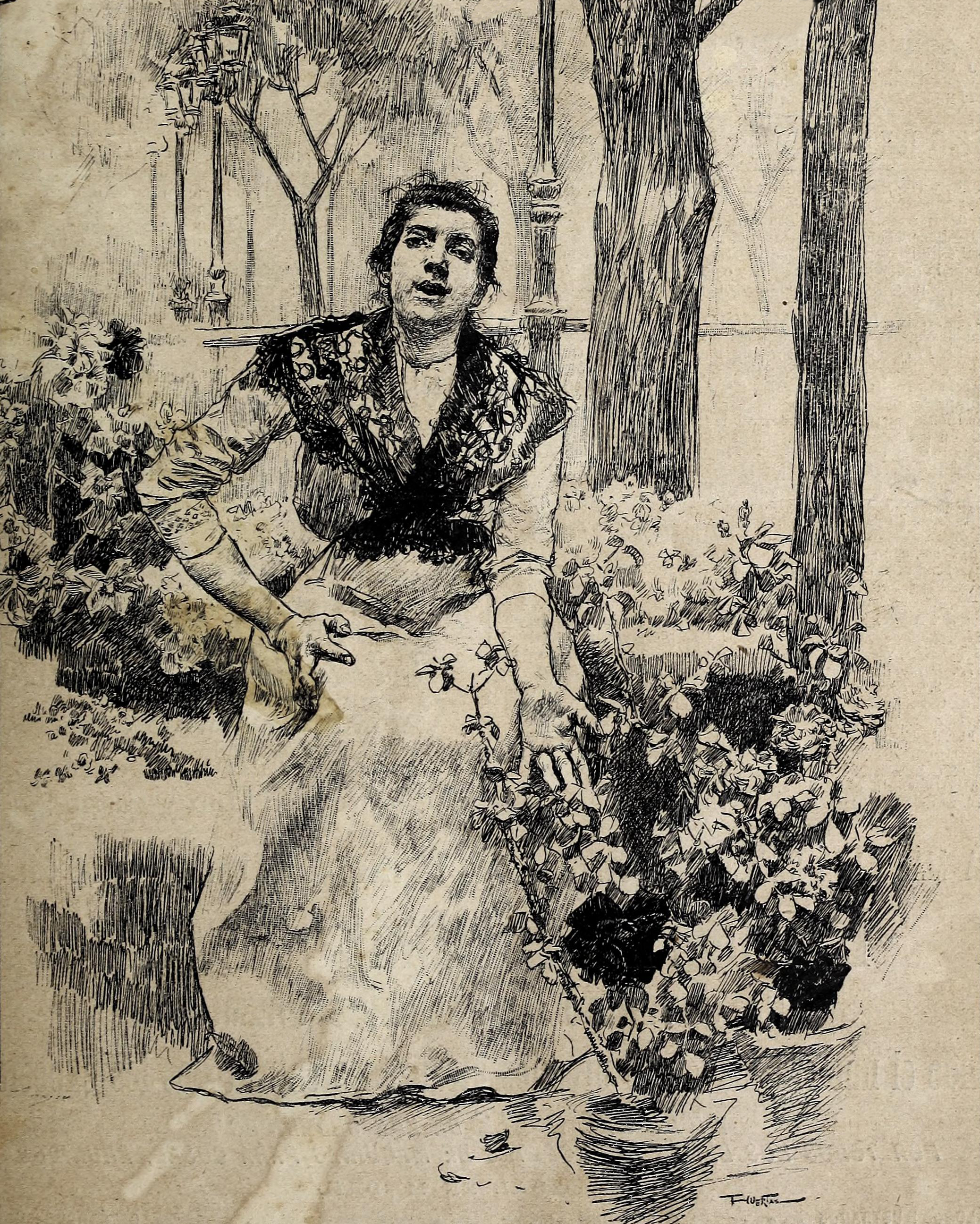
«En la verbena de San Juan» (1894)

En la ciudad de Madrid destacaba la verbena de San Juan, posterior a la San Antonio de la Florida, que se celebra en la primera mitad de junio. Actualmente no se celebra como tal, aunque sí se celebran hogueras en algunos barrios. Por otro lado, son de reseñar las celebraciones en Tres Cantos, que coinciden con las fiestas populares del municipio; y en otras ciudades como Alcorcón, Leganés y Alcobendas, o las fiestas del barrio de Juan de Austria (distrito V) de Alcalá de Henares, cuya hoguera es alimentada con los decorados teatrales del festival Clásicos en Alcalá, que se celebra en el mes de junio.

#### La Rioja

##### Día de San Juan y San Vicente de la Sonsierra
El día 24 de junio, en el Barrio de San Juan o Barrio Abajo de San Vicente de la Sonsierra se celebran haciendo grandes hogueras y otras más pequeñas para los más pequeños. También hay chocolatada y música para amenizar la fiesta. A la noche se cena en conjunto con todos los del barrio.[cita requerida]

##### Fiestas de San Juan de Nájera
Del 24 al 29 de junio se celebran estas fiestas, las más populares de Nájera. El acto más llamativo y multitudinario son las “Vueltas” en las que miles de personas salen a la calle para cantar y bailar al son de una charanga recordando el acompañamiento que se hacía a las tropas isabelinas cuando volvían de alguna victoria sobre los carlistas. Son una de las fiestas más multitudinarias de toda la comunidad riojana.

#### País Vasco

##### Tolosa
En la localidad de Tolosa (Guipúzcoa) las fiestas de San Juan son su fiesta patronal, el 23 a las 12:00 se tira el "chupinazo" (tradicional/típico comienzo en las fiestas de los pueblos de Navarra y País Vasco) y por la noche se celebran las tradicionales hogueras. El 24 es el día grande de las fiestas, a primera hora de la mañana las distintas sociedades gastronómicas de la ciudad preparan almuerzos para los escopeteros, dantzaris, músicos (gaiteros, txistularis, etc.) Y la comparsa de gigantes entre otros colectivos. A las 10:30 llegan parte de la comitiva a la plaza Zaharra (plaza de la iglesia) y esperan a la salida de la misa, a las 11:00 termina la misa, y la imagen de San Juan es sacada y posada bajo el marco del portón principal. Primero la comparsa de gigantes le ofrece su baile más bonito de su repertorio; al son de los gaiteros y la banda municipal, después los dantzaris le ofrecen la dantza Bordón, y por último los escopeteros pasan la revista general (disparar al cielo todos a la vez bajo la señal del maestro). Después comienza el recorrido que atravesará las calles más icónicas de Tolosa, hasta volver al punto de partida. Por último la comitiva se dirige a la plaza del ayuntamiento, donde los gigantes bailarán, y los escopeteros pasarán revista una vez más.

### En América

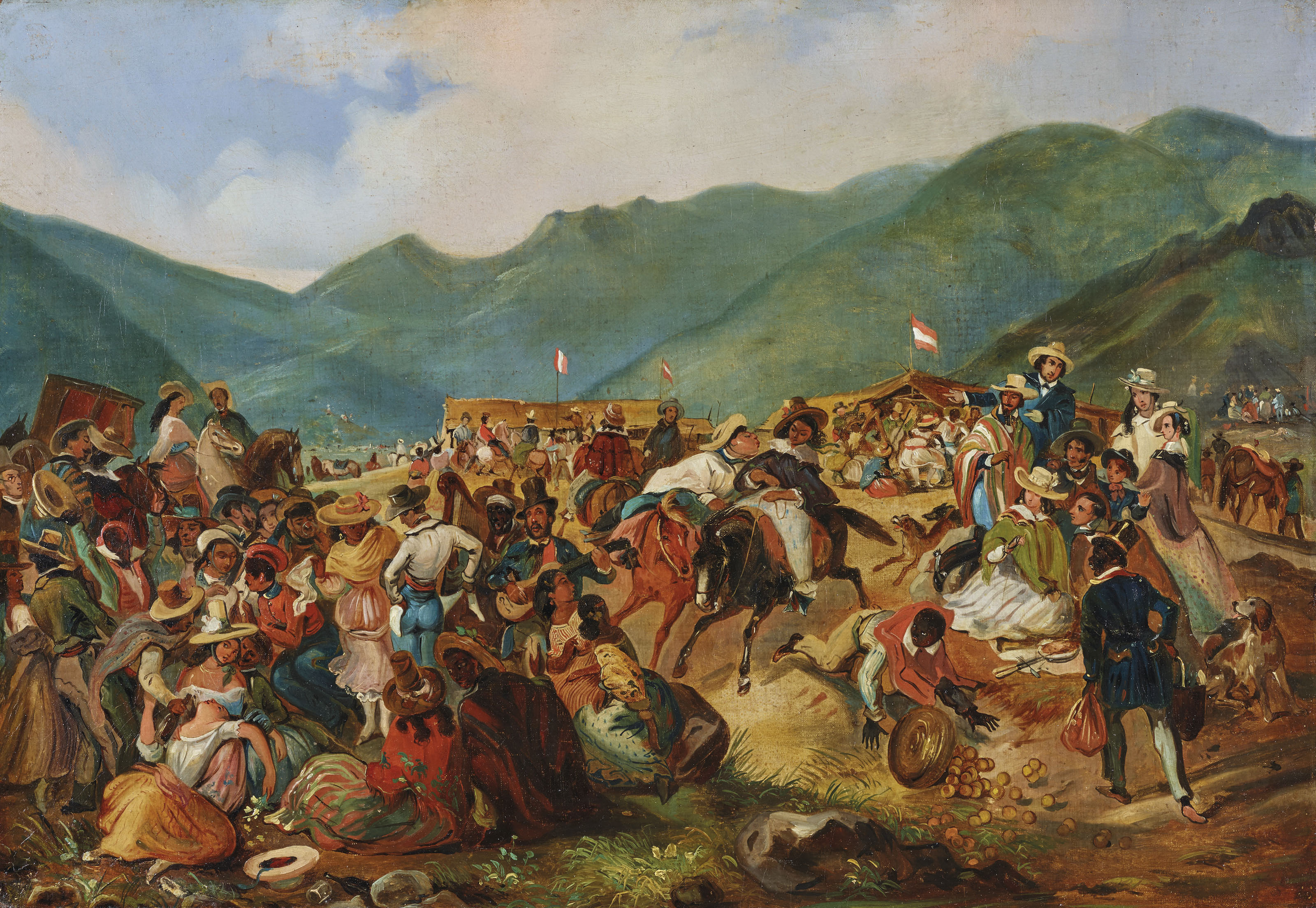
Fiesta de San Juan de Amancaes en el Perú en 1843, después de la independencia de este país varias costumbres quedaron; actualmente en la zona andina y costera de dicho se le conoce como Día del Campesino, mientras que en la zona amazónica se le sigue nombrando fiesta de San Juan.

Prácticamente en toda Iberoamérica se celebra la Noche de San Juan siguiendo las prácticas llevadas por los españoles y portugueses y otros migrantes europeos (principalmente italianos y alemanes), en ciertas zonas sincretizada con elementos indígenas e incluso afros. En los territorios donde la población de origen europeo es mayoritaria los rituales se asemejan más a los de Europa con menos influencia de las culturas indígenas.
Debido a que en el hemisferio sur, la mayor parte de Sudamérica se encuentra al sur de la línea ecuatorial, los días en torno al 21 de junio (solsticio de invierno austral) de la celebración son los más cortos del año. Por este motivo, la festividad mapuche llamada We Tripantu corresponde al año nuevo. Por lo general, se trata de una mezcla de celebraciones indígenas influenciadas por las costumbres cristiano-españolas, dando lugar a gran cantidad de ritos y tradiciones, como ver florecer a una higuera y esconder tres papas para conocer la suerte.

#### Argentina
La noche de San Juan se celebra el 24 de junio, fecha en la cual ocurre (a la inversa que en Europa) el solsticio de invierno austral, durante tal fecha se encienden fogatas en los barrios o pueblos (muchas veces denominadas fogaratas y otras veces judas cuando hay una efigie en la fogata), en torno a tales fogatas se reúnen principalmente niños y jóvenes; ha sido tradición cocinar patatas o boniatos (denominadas localmente "papas" y "batatas" respectivamente) en las mismas y también saltar sobre tales fogones.[cita requerida]
El 20 de junio de 1994 comenzó a realizarse en la localidad de Los Cardales, provincia de Buenos Aires, la Fogata de San Juan, realizada por un grupo de vecinos. Personas o instituciones y comercios, preparan muñecos representando en ellos sentimientos a quemar en la gran fogata de la noche. Las actividades incluyen también un maratón, actividades recreativas y juegos de plaza y comida.
En la provincia de Salta también se celebra esta Fiesta en honor de san Juan. Como describe un diario de Salta: "El día de San Juan se celebra en los suburbios de la ciudad y en la campaña con mucho ruido. Se hacen grandes fogones de paja de maíz alrededor de los cuales se apeñuscan niños, niñas y hombres a gritar ¡Viva San Juan! y a dar descomunales saltos sobre los fogones quemando cohetes y haciendo salvas de escopeta."
También se festeja en Catamarca.
En Tucumán también se festeja en los barrios donde los vecinos arman un muñeco con telas, papel, paja, etc. Y dónde arrojan un papelitos con un deseo para que al momento de encender el fuego, que sería a las 00:00 del 23 de junio el muñeco arda y el humo eleve los deseos que piden sean cumplidos.
Se reúnen alrededor de la fogata y comparten alguna bebida, o golosinas para los niños .
También en el valle de Concarán, San Luis (límite con Córdoba), donde colocan cháncaras (frutos del zapallito silvestre) en la fogata que revientan con estruendo.
En la provincia de Misiones también se celebra esta Fiesta en honor de san Juan. En las ciudades de Posadas, Jardín América, Puerto Rico, Leandro N. Alem, Apóstoles y en muchas localidades más del interior de la provincia se conmemora esta festividad ("Santo del amor"). Esta fiesta se realiza el día 23 de junio y comienza con la reunión de vecinos en los barrios donde se practican diversos juegos y certámenes. Entre ellos se puede encontrar la “pelota tatá”, una pelota de trapo embebida en queroseno y encendida que se transforma en un balón de fuego que circula a punta pies entre la multitud. También se realiza el tradicional cruce de brasas que consiste en caminar descalzo sobre brasas encendidas, esto es cuestión de fe, ya que los participantes normalmente no llegan a sufrir ninguna quemadura. Otro juego popular es el conocido “toro candil”, el mismo consiste en que una persona se disfrace de toro con las guampas encendidas en llamas y corra a la multitud presente, la que mediante risas y gritos escapan de la "bestia". El palo enjabonado es un juego que consiste en tratar de subir a un mástil engrasado, que tiene algún premio colgando de la punta. La festividad termina cuando se enciende "el judas", un muñeco de tamaño real relleno con explosivos y fuegos artificiales, muchas veces se lo viste y se lo hace ver como una persona odiada o poco popular en la comunidad. Sobre esta fogata los participantes también tiran papeles con deseos escritos que se queman con "el judas". También es tradición que algunas mujeres e incluso hombres a las 00 del día 23 de junio realicen las populares "pruebas del amor" característica de esta región. Las pruebas se relacionan al casamiento o la búsqueda de un novio o novia, entre estos se encuentran los siguientes: a la media noche del 23 amaneciendo para el 24 se debe colocar un cuchillo dentro de un banano al día siguiente se retira el cuchillo y aparecer la inicial del futuro amor. También está presente el juego del goteo de las velas en un cuarto oscuro al mediodía del 23, haciendo el goteo en un recipiente de agua se debe formar las iniciales de la futura pareja. La prueba del gallo es otra práctica común, aunque se está dejando de practicar por respeto a los animales. El mismo consiste en taparle los ojos y encerrar al animal en un lugar oculto (gallinero) por un breve tiempo, luego soltarlo y tentarlo con maíz a que se acerque a los participantes. De la mano de quien coma será el ganador y el que conseguirá el amor. Estas tradicionales fiestas son adaptadas o absorbidas con la realizada en Paraguay, país que con otros nombres realizan las mismas prácticas en la noche de san Juan.[cita requerida]

#### Bolivia
Tradicionalmente se realizaban hogueras familiares en las cuales se quemaban muebles de madera y cosas viejas que se reunían a lo largo del año anterior, este acto representaba quemar, deshacerse de lo viejo para dar paso a lo nuevo. La celebración de San Juan se llevaba a cabo en torno a la fogata, los niños jugaban con fuegos artificiales, los jóvenes y los adultos bailaban y saltaban la fogata, y a fin de mantenerse calientes, se consumían platillos calientes típicos, como ser el apí y los buñuelos. También se disfrutaba de un ponche caliente o un sucumbé, esta última bebida hecha con singani (agua ardiente de uva) y leche caliente, ya que en Bolivia se tiene al 23 de junio como la noche más fría del año. Tradicionalmente esa noche también se comen hot dogs (conocidos también como panchitos), esta tradición trae un mayor movimiento económico para las embutidoras que sacan promociones durante el mes de San Juan y en especial el día de San Juan, esto es en todas las ciudades de Bolivia.
Actualmente se celebra la noche de San Juan en todo el país pero sin fogatas ni fuegos artificiales. Considerando el crecimiento demográfico de las ciudades, el riesgo de incendios y accidentes que presenta la quema de materiales y el contenido de materiales tóxicos (plásticos, pinturas, etc.) que dañan el medio ambiente y la salud de los ciudadanos, se decidió mediante normativa legal prohibir las fogatas y los fuegos artificiales; en consecuencia, las fogatas han sido remplazadas por parrilladas, manteniendo así la festividad con reuniones familiares y de amigos.
En ciertas localidades pequeñas de Bolivia se continúa la tradición de San Juan, haciendo fogatas y brasas donde la gente pasa sobre estas a modo de diversión y se hacen saltos a las fogatas.

#### Chile
En este país los conquistadores reemplazaron las fiestas solsticiales del Machaq Mara y We Tripantu, que marcaban el inicio del año para aymaras y mapuches, por una celebración con tintes demoniacos para dejar en claro la posición respecto a las religiones indígenas. La tradición relacionada con la Noche de San Juan en Chile se refiere eminentemente a creencias populares relacionadas con la figura del Diablo, en un principio focalizadas en la isla de Chiloé y sectores rurales del centro-sur de Chile, y actualmente diseminadas a lo largo del país en diversas variantes. El folclore local sugiere que en esta festividad, la presencia demoníaca es más patente que en cualquier otra fecha del año, lo que se reconoce como la oportunidad para la realización de ciertos actos de brujería. Célebre en el país es la "tradición de las papas" (de las patatas), según la cual, la colocación de estos tubérculos bajo la cama en la Noche de San Juan puede ser utilizada como un oráculo de Año Nuevo. También se relaciona a esta festividad con numerosos eventos relacionados con el árbol de la higuera, que van desde el aprendizaje instantáneo de la interpretación de un instrumento musical (mediada por el demonio) bajo este árbol, como la aparición de su supuesta flor.

#### Colombia
Celebración centrada básicamente en los departamentos del Tolima, Huila y Caquetá. Junto a la tradición de la ceremonia al sol, la cual ha perdido importancia con el paso del tiempo, los campesinos celebran a San Juan Bautista como augurio para la prosperidad de las cosechas de arroz, especialmente. Desde la época de la Colonia, las fiestas de San Juan constituyen la más importante tradición cultural del Huila. Nacida de costumbres rurales y pueblerinas, esta celebración permanece como recuerdo de viejas tradiciones.
En el departamento de Tolima, está Ibagué, conocida popularmente como La Ciudad Musical de Colombia por sus famosos festivales musicales, sus conciertos, su importante conservatorio y por el carácter melómano de sus habitantes.
Uno de los eventos culturales más reconocidos de Ibagué es su Festival Folclórico que se realiza cada año, en junio, en las vísperas de las fiestas de San Juan y San Pedro. En estas fechas las plazas y los parques se convierten en los mejores escenarios musicales donde la gente baila al son de los ritmos andinos: sanjuaneros, bambucos y pasillos.
En el Tolima Grande la celebración del San Juan es muy ruidosa. La más importante del año junto con la fiesta del apóstol Pedro. Nicanor Velásquez Ortiz, Blanca Álvarez, Cesáreo Rocha Castilla, han descrito con lujo de detalles estas fiestas tan auténticas.
El llano, la montaña, los grandes y pequeños pueblos son testigos de la ejecución de aquellos ritmos tradicionales. Complementan el espectáculo la tauromaquia, las comidas típicas, despescuezada del gallo.
En el centro y norte del país se celebra con torres de fuegos artificiales y festivales de música, sobre todo en las ciudades de las cuales es el santo patrono.

#### Costa Rica
La antigua capital temporal San Juan de Tibás en San José de Costa Rica, tiene por patrón a San Juan Bautista, el cual se celebra con tradicionales turnos y cimarronas.

#### Cuba
En Remedios las llamadas "ferias de San Juan" son celebradas dos veces en el año, el 24 de junio (Natividad de San Juan Bautista) y el 29 de agosto (Martirio de San Juan Bautista).
En Camagüey la tradicional "fiesta de San Juan", un carnaval colorido y activo que tiene ya tres siglos de existencia pues el primero data de 1725. Se celebra en este mes en el momento en que los ganaderos llevaban el ganado a la ciudad para venderlo. En aquel entonces se organizaba con este motivo una feria con competencias de caballos y distintas habilidades que daba comienzo el día 24 de junio con los festejos del día de San Juan. Pasó el tiempo y las ferias se hicieron algo común, de todos los años, y entonces se fueron sumando más eventos y actividades, la gente empezó a participar más, a sumar disfraces y entretenimiento.
Al día de hoy estas fiestas populares son una de las pocas que quedan en la isla aunque no están más vinculadas con la venta de ganado. Las fiestas comienzan como entonces, la víspera del 24 con la Lectura del Bando desde los balcones de la gobernación, después cuando va cayendo la tarde comienza un desfile de comparsas y congas por las calles principales y al otro día todos los barrios cocinan una enorme olla de ajiaco, un plato tradicional cubano con carne, especias y maíz, que después todos comen en grupos.
Las fiestas duran cinco días, en todas las calles, plazas y barrios y el día 29, día de San Pedro, se quema un muñeco en la plazoleta de Bedoya y se pone fin a los festejos del San Juan camagüeyano.

#### Panamá
San Juan Bautista es el santo patrono de las ciudades de Chitré y Aguadulce, en Panamá. El 24 de junio es el día central de la fiesta del pueblo, con actos religiosos y paganos de toda índole. Novenas religiosas, procesiones, presentaciones folclóricas, bailes, cabalgatas, corridas de toros, entre otras.

#### Paraguay
A la noche los vecinos se reúnen para participar de juegos y certámenes que a menudo tienen nombres tradicionales en guaraní. El más peligroso de los juegos es "pelota tata" una pelota de trapo embebida en petróleo o kerosén. La pelota se enciende y se convierte en un balón de fuego que circula entre la muchedumbre y a la que la gente le da puntapiés para tratar de alejarlo. El “tatá ári jehasa” también es peligroso: Significa pasar descalzo caminando sobre aproximadamente 5 metros de brasas (carbón), esto es cuestión de fe, ya que los participantes normalmente no llegan a sufrir ninguna quemadura.
Para jugar al “toro candil”, alguien se viste con un casco en forma de cabeza de toro con cuernos en llamas y corre entre la multitud pretendiendo ser toro. El “yvyra sy'ĩ” ("árbol resvaloso" en español) es el certamen de tratar de subir a un mástil engrasado, que tiene algún premio colgando de la punta. El “casamiento koyguá” es una boda campesina simulada a modo de diversión, hay otra versión que sería el "Casamiento Forzado" en donde se le acusa a una mujer y un hombre y se les obliga a casarse con todos los detalles, de una boda real. El “kambuchi jejoká” es una piñata hecha con un cántaro de cerámica, el cual hay que romperlo con un palo de madera, resulta complicado porque el participante va con los ojos vendados. “Paila jeheréi” consiste en lamer una sartén engrasada y que lleva una moneda sujeta con la grasa en el centro, el juego consiste en lograr quitar la moneda lamiéndola. La festividad termina cuando se enciende "el judaskai", un muñeco de tamaño real relleno de explosivos y fuegos artificiales, muchas veces se lo viste y se lo hace ver como una persona odiada o poco popular en la comunidad.
Otros de los juegos típicos durante a los festejos es la "carrera vosa", que consiste en una corta carrera (20 a 30 metros), en la cual los competidores están dentro de una bolsa (cada uno) quedando libre solamente de la cintura para arriba, de tal manera que el desplazamiento para llegar a la meta se obtiene dando saltos.
En cuanto a las comidas típicas del San Juan, podemos citar al "mbeju", "pastel mandi'o", "pajagua maskada", "chicharo trenzado", "longaniza", "butifarra", "enrollado de chancho", "chicharo huiti", "ryguasu ka'e" "mbusia", chipa, chipa so´o, "chipa caburé", y "batiburrillo", si bien es cierto que estos platos pueden o suelen prepararse en otras fechas pero no así todos los platos citados, cuando que en las fiestas de San Juan sí podemos encontrar casi la totalidad de los mismos.
Las pruebas de San Juan se relacionan al casamiento para las mujeres, entre estos se encuentran los siguientes: a la media noche del 23 amaneciendo para el 24 se debe colocar un cuchillo dentro de una planta de banana al día siguiente retirar y debe aparecer la inicial de tu futuro esposo, luego está el goteo de las velas en un cuarto oscuro al mediodía del 24, haciendo el goteo en un recipiente de agua se debe formar las iniciales de tu futuro esposo, luego está la prueba del gallo, se debe taparle los ojos y encerrarle en un lugar oculto por un tiempo, luego sacarle y se reúnen las chicas en sus manos respectivamente deben tener maíz y el gallo debe ir junto a ellas y de la mano de quien coma el maíz se casará esta señorita, también está echar tinta china en hoja doblar y colocar debajo de la almohada antes de dormir la noche del 23 amaneciendo el 24 al día siguiente esto formará unos dibujos y hay gente que sabe leer que sería más o menos tu futuro, pero esta prueba generalmente la hacían las abuelas de antes que descifraban los dibujos.
Muchos le dicen por el nombre de "Fiestas de San Juan" pero hay muchos que conocen estas fiestan por el nombre de "Kamba" o "Kamba ra'anga".

#### Perú
En la selva peruana, las ciudades de Iquitos, Yurimaguas (en Loreto), Pucallpa (en Ucayali), Lamas, Tarapoto, Juanjui, Rioja, Moyobamba (en San Martín), Bagua Grande, Chachapoyas (en Amazonas) y Aucayacu en la provincia de Leoncio Prado, Puerto Maldonado, etc, se celebra la Fiesta de San Juan. La fiesta de San Juan se celebra el 24 de junio en todos los pueblos de la Selva del Perú.
- El día 24, hombres y mujeres acuden a los ríos a purificarse a este baño se le conoce como “el baño bendito”, pues se cree que en tal fecha San Juan bendice los cursos de agua y quien se bañe en ellos tendrá felicidad y salud durante todo el año.
- El día 24 la gente de Iquitos (también en Moyobamba se celebra de esta manera) se traslada al barrio de San Juan, donde se celebra una misa y se realiza una procesión que es acompañada por banda típica con bombos, tambores y clarinetes con bandas netamente de la región. Luego hay el baile de la pandilla en donde la gente baila alrededor de una palmera cargadas de regalos y que se le conoce con el nombre de "Humisha".

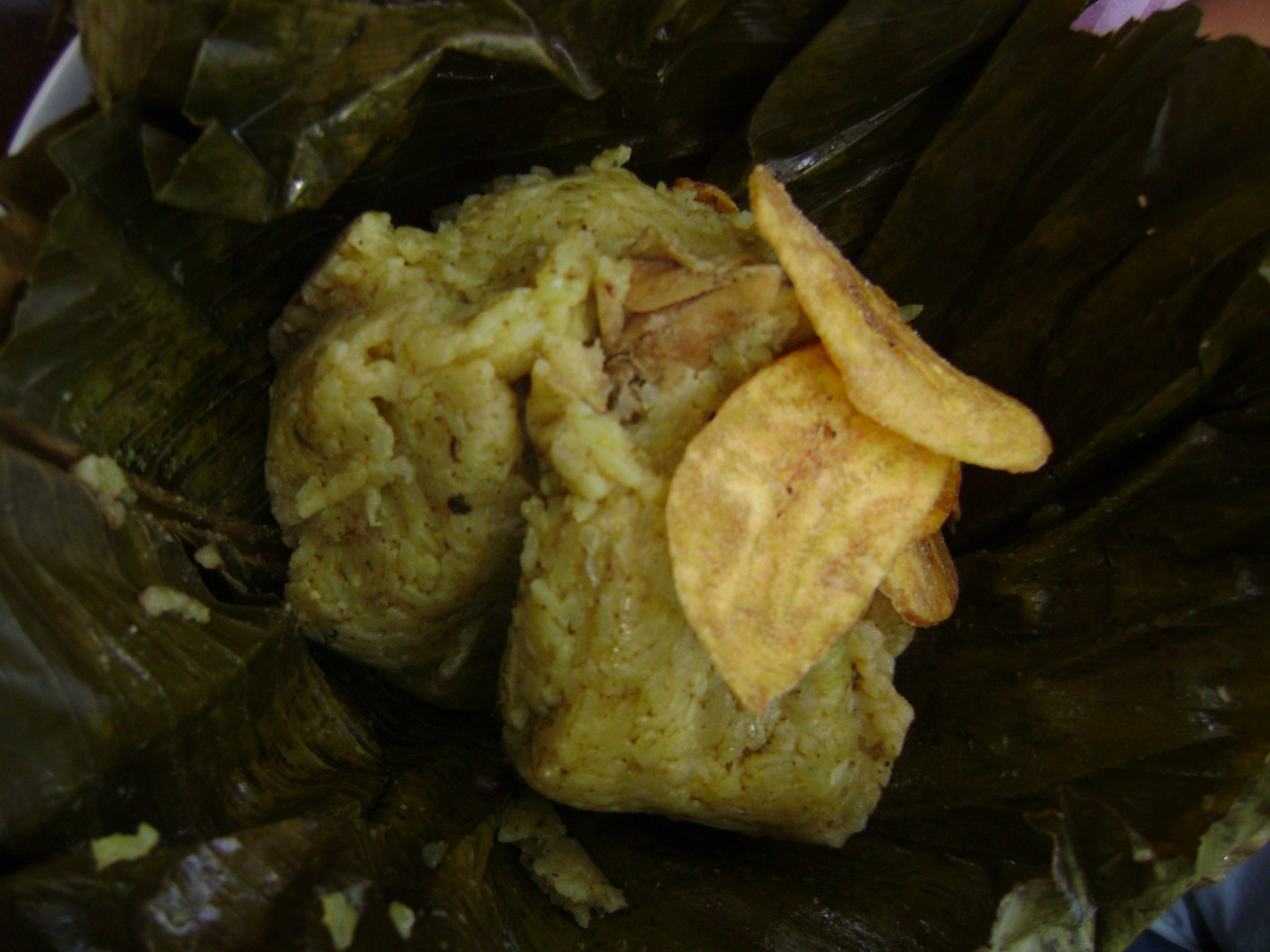
Juane, tamal de arroz típico de la fiesta de San Juan en la Amazonía peruana.

La muestra principal de esta fiesta de San Juan, es que en estos paseos todos portan y comen el “juane” que tiene un preparado especial que por lo general consiste en arroz, huevos, aceitunas, sacha culantro y con presas de gallina de chacra, envuelto en hojas de planta conocida como bijao, que es el que da un sabor característico. El envoltorio del juane es una forma redonda que representa la cabeza de este santo, cuando fue pedida que le traigan en un plato por la hija de Herodías, aunque también se presenta en una forma rectangular, la cual representaría el cuerpo de este.
Durante la Semana Turística de Iquitos, capital de Loreto, Moyobamba, capital de la región de San Martín, Tingo María, entre otras ciudades principales en la Amazonia, se organizan bailes, desfiles de conjuntos típicos, concursos fotográficos y ferias artesanales.
En Tacna, se tiene la creencia de que la noche de San Juan es la noche más fría del año y se celebra con fogatas; en la creencia popular esta noche es la mejor para la lectura de las suertes en la coca y la plata, estos ritos andinos son realizados por los yatiris.
Las provincias de Chota y Cutervo tienen como Patrón a San Juan Bautista, a quien le celebran ferias de gran renombre y popularidad. En Chota la celebración inicia el día 22 de junio con "El día de la identidad chotana", fecha en la que se rinde homenaje a las tradiciones y a personajes ilustres de la ciudad. Los días 23 y 24 se realiza la celebración de "Sanjuanpampa", una feria cultural donde se expone platos típicos, concurso de caballos de paso, motocross, corridas bufas, la danza de los "Maichilejos" y el concurso de belleza denominado "Flor del Chot", ligado también al Día del campesino. Los días 25, 26 y 27 inicia la feria taurina San Juan Bautista en la monumental Plaza de Toros "El Vizcaíno", la segunda feria más importantes del Perú, después de la del Señor de los Milagros en Lima; en ella alternan diestros toreros de gran renombre internacional y se lidian toros de las ganaderías más importantes del Perú y América. Al triunfador de la feria se le premia con el escapulario de oro de "San Juan Bautista" uno de los galardones taurinos más preciados del continente. En Cutervo se lleva a cabo el ciclo taurino más largo del Perú que va desde el día 24 hasta el 30 de junio.

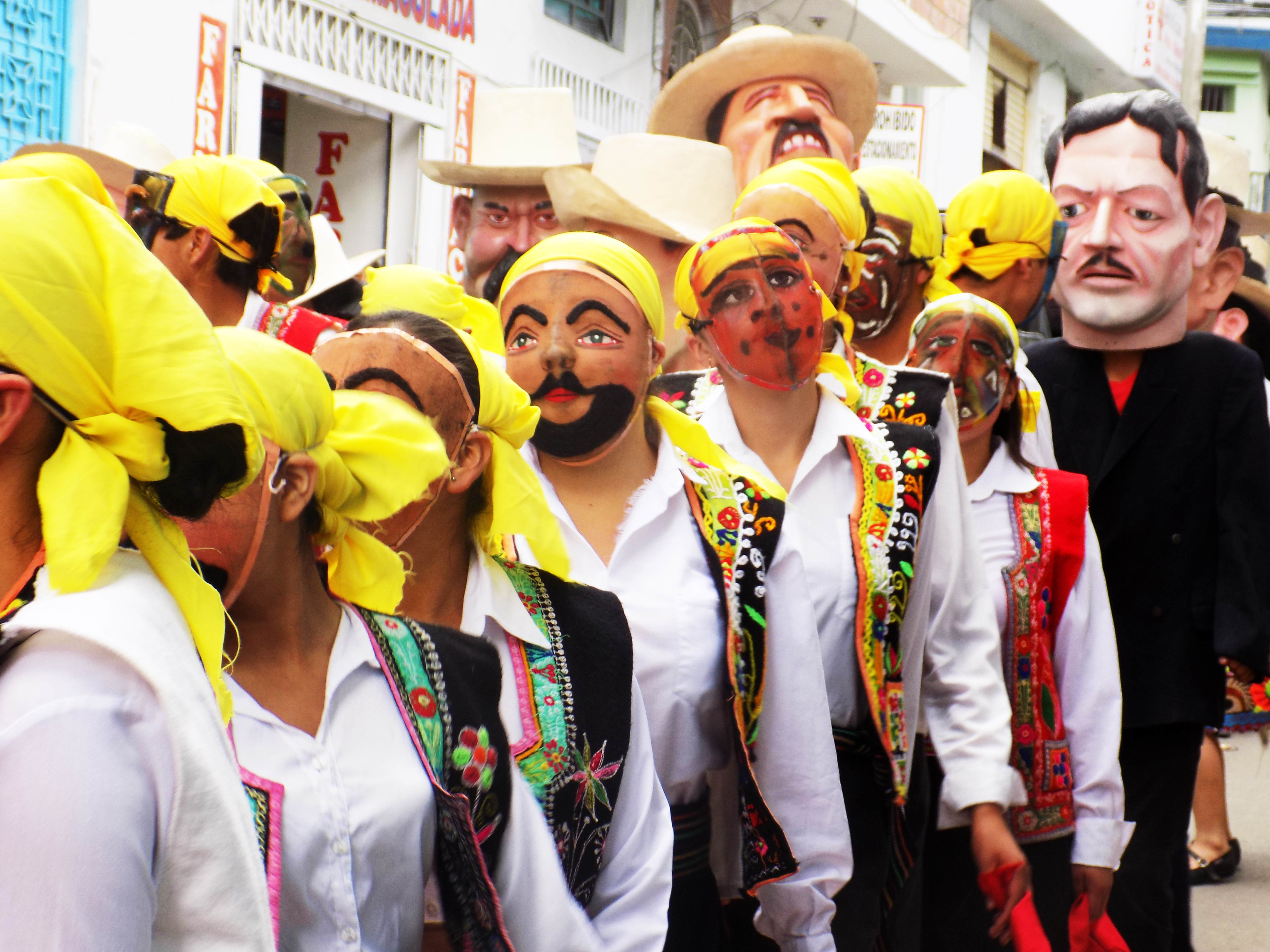
Danza de los "Maichilejos", tradición de la fiesta de San Juan Bautista en Chota.

En muchos pueblos de la sierra, concretamente en Áncash, el día 23 de junio por la noche en las chacras anejas a al núcleo urbano, se apilan ramas secas y se propician fogaratas para mitigar el inclemente frío por motivo del solsticio de invierno; denominan la víspera de San Juan. En Pomabamba, en la tarde, desde el paraje de Huampucruz ( Cruz navegante) sale un cortejo de santos, presidido por Juan Bautista, y se encuentran con San Francisco y otros que arrancan de Yanapampa. La algarabía siembra la estampa Marcha, rudos jinetes sobre potros montaraces, con licencia de cometer cualquier disparate para jolgorio de los fiesteros.

#### Puerto Rico
En Puerto Rico la festividad de la noche de San Juan es también la fiesta patronal oficial de la ciudad capital homónima. Se hacen un sinnúmero de rituales para "despojarse de la mala suerte", como por ejemplo tirarse de espaldas en la playa 7 veces a las doce de la medianoche, bañarse de espalda o con flores. Siendo Puerto Rico una isla, todas las playas se ven concurridas por cientos de personas. Esta tradición se ha convertido en una verdadera fiesta de pueblo, donde la gente celebra con música, baile, comidas y bebidas. Las personas que concurren a las playas esperan ansiosamente que lleguen las doce de la media noche para tirarse y mientras se bañan realizan el ritual antes mencionado. Esto es considerado como una especie de "bautismo" con el cual se aseguran de comenzar una nueva etapa en sus vidas. Lo hacen con la esperanza de que en el mar sean despojados de todas "las malas influencias" y se renueven sus vidas con un mejor porvenir. Algunas personas, que no concurren a las playas, de todas maneras celebran la "noche de San Juan" en sus hogares, haciendo otros rituales donde se pueden utilizar frutas, velas, inciensos, aguas aromáticas y figurillas de San Juan Bautista. Para los puertorriqueños esta fiesta es muy significativa pues en 1493 Cristóbal Colón bautizo la isla "San Juan Bautista". También, hoy, la ciudad capital de Puerto Rico lleva el nombre de San Juan.

#### Venezuela
En Venezuela, la festividad se celebra el 24 de junio y reúne una gran cantidad de devotos al Santo. Desde el 23 de junio se disfruta de una noche de tambores en la que se conmemora el nacimiento del santo, esa noche pertenece a la vigilia de San Juan. Esta pintoresca noche transcurre al son de los tambores, bailes y bebidas alcohólicas, actividades que preceden a las festividades del día siguiente en honor al santo (El Nacimiento de San Juan Bautista), donde una misa solemne da la pauta para un nuevo repique de tambores, que durará todo el día 24, y los devotos agradecerán al santo agitando pañuelos de colores y cantando versos improvisados al son de los tambores, además de bailes sensuales donde el hombre corteja a la mujer. Cada pequeña región tiene un San Juan, y estás celebran una reunión de pequeñas embarcaciones llamadas "peñeros" que trasladan a los "San Juanes" a Ocumare de la Costa. Culmina la fiesta en "la noche mágica de San Juan".

#### República Dominicana
24 de junio: Fiestas de San Juan
Se realizan las celebraciones en honor de san Juan Bautista. Baní, San Juan de la Maguana, Vicente Noble, Barahona, La Descubierta, en Jimaní y El Cupey, en Puerto Plata.
En Santo Domingo se efectúan eventos populares en la playa de Güibia, en el mar Caribe.
En Baní se celebra el complejo de la sarandunga, festividad que incluye tres bailes (jacana, bomba y capitanía) y en una procesión llamada móranos, que se mezcla con elementos de la liturgia católica en honor de san Juan Bautista. Esas fiestas se celebran el 23 de junio hasta el amanecer del 24, en Pueblo Arriba, un barrio muy popular de Baní.
San Juan de la Maguana, las más importantes son las presentaciones de palos, mangulina y carabiné en sus barrios populares, y el 24, con las corridas de caballos en las calles de la ciudad.
La gente de Vicente Noble tiene como patrón a San Juan Bautista, su iglesia lleva por nombre Parroquia San Juan Bautista de Vicente Noble.
Celebran sus fiestas patronales entre los días 15 y 25 del mes junio. El día del patrón es el 24 de junio y hay un sinnúmero de actividades tanto religiosas como urbanas.
La Iglesia San Juan Bautista y el Colegio de las Señoras Virgen del Carmen realizan una apretada agenda llevando un sinnúmero de actividades religiosas.
El Ayuntamiento, en conjunto con las Asociaciones y Empresarios del pueblo, hacen que sea una de las patronales más envidiadas del país con actividades artísticas durante toda la semana.